# Jon Jones (MMA)
Pour les articles homonymes, voir Jon Jones et Jones.
Jonathan Dwight Jones plus connu sous le nom de Jon Jones , né le 19 juillet 1987 à Rochester (État de New York), est un pratiquant américain d'arts martiaux mixtes (MMA).
Il devient le plus jeune champion de l'histoire de l'UFC en remportant le titre contre le Brésilien Maurício Rua à l'âge de 23 ans. Il détient de nombreux records de l'UFC dans la division des poids mi-lourds, notamment le plus grand nombre de défenses de titre, le plus grand nombre de victoires et la plus longue série de victoires. Pendant la majeure partie de son règne, Jon Jones est largement considéré comme le meilleur combattant au monde. Jamais arrêté ni distancé au cours de sa carrière, sa seule défaite professionnelle est une disqualification controversée contre l'Américain Matt Hamill, un résultat contesté par son adversaire et par le président de l'UFC, Dana White.
Entre 2015 et 2017, Jon Jones est impliqué dans plusieurs controverses et perd son titre à trois reprises à la suite de mesures disciplinaires. Il est d'abord déchu de son titre et retiré du classement officiel par l'UFC en 2015 après avoir été arrêté pour délit de fuite. Ses retours ultérieurs à l'UFC en 2016 et 2017 le voit sortir victorieux de combats pour le titre contre les Américains Ovince Saint Preux Daniel Cormier. Cependant, ils sont tous deux interrompus suite à des contrôles positifs de Jon Jones à des substances interdites et reçoit de nouvelles suspensions, cette dernière ayant été annulée en raison d'une absence de contestation.
Après la levée de sa suspension en 2017, il récupère le titre de champion en 2018 en battant le Suédois Alexander Gustafsson. En 2020, il abandonne volontairement son titre de champion des poids mi-lourds et passe trois ans loin du MMA avant de revenir en mars 2023 pour remporter le titre des poids lourds de l'UFC contre le Français Ciryl Gane. En novembre 2024, il bat l'Américain Stipe Miocic et conserve sa ceinture avant de prendre sa retraite sportive en juin 2025.

## Biographie
Jonathan Dwight Jones naît le 19 juillet 1987 à Rochester, dans l'État de New York. Son père, Arthur, est pasteur à l'église Mount Sinai Church of God in Christ à Binghamton, dans l'État de New York. Arthur a découragé la carrière de combattant de Jon : « Je voulais qu'il prêche. J'ai essayé de le dissuader d'être un combattant. Je lui ai dit que tu ne voulais pas faire ça. Tu peux faire autre chose. Sois pasteur ». La mère de Jon, Camille, est décédée en 2017 à l'âge de 55 ans, après une longue bataille contre le diabète.
Jon est l'un des quatre enfants de la famille. Son frère aîné, Arthur, est un ancien joueur de ligne défensive de football américain qui a joué pour les Ravens de Baltimore, les Colts d'Indianapolis et les Redskins de Washington, tandis que son frère cadet, Chandler, a joué pour la dernière fois comme arrière extérieur pour les Raiders de Las Vegas. Sa sœur aînée, Carmen, est morte d'une tumeur du cerveau avant son 18e anniversaire.

## Parcours en arts martiaux mixtes

### Débuts (2008)
Avant de commencer sa carrière en arts martiaux mixtes (MMA), Jon Jones est un lutteur de haut niveau et champion d'État au lycée Union-Endicott à Endicott, dans l'État de New York. Il joue également au football américain en tant que joueur de ligne défensive ; en raison de sa petite taille, son entraîneur l'a surnommé « Bones ». Il remporte un championnat national de lutte National Junior College Athletic Association (NJCAA) à l'Iowa Central Community College. Après avoir été transféré au Morrisville State College pour étudier la justice pénale, il décide d'abandonner l'université pour commencer sa carrière de MMA,.
Il commence sa carrière de MMA à l'âge de 20 ans et enchaîne six victoires consécutives, sans aucune défaite, en l'espace de trois mois dans des promotions régionales. Le 12 avril 2008, son tout premier combat professionnel l'oppose à l'Américain Brad Bernard pour la Full Force Productions, dont il vient rapidement à bout par KO technique lors de la première reprise.
Le 19 avril 2008, soit une semaine plus tard, il affronte un compétiteur moins facile, le Brésilien Carlos Eduardo, lors du Battle Cage Xtreme IV qui a lieu à Atlantic City, dans le New Jersey. Si ce dernier arrive à utiliser sa lutte pour limiter un peu l'impact des coups en pieds-poings de l'Américain dans les deux premières reprises, il est pourtant mis KO par un coup de poing au début de la troisième reprise.
Le 25 avril 2008, il affronte l'Américain Anthony Pina à Worcester, dans le Massachusetts, et remporte le combat par soumission lors de la première reprise. Le 9 mai 2008, il affronte l'Américain Ryan Verrett à Ledyard, dans le Connecticut, et remporte le combat par KO technique lors de la première reprise. Le 20 juin 2008, il affronte l'Américain Parker Porter à Wilmington, dans le Massachusetts, et remporte le combat par KO lors de la première reprise.
Après trois autres victoires rapides durant la première reprise entre le 25 avril et le 20 juin, il concourt face à l'Américain Moyses Gabin pour la ceinture des poids mi-lourds de l'United States Kickboxing Association (USKBA), lors du Battle Cage Xtreme V du 12 juillet 2008 à Atlantic City, dans le New Jersey. En utilisant sa panoplie peu commune de coups en pieds-poings, il remporte une nouvelle victoire par KO technique lors de la deuxième reprise et s'empare du titre.

### Ultimate Fighting Championship(2008-2025)

#### Premiers combats
Grâce à ces débuts prometteurs, il signe avec l'Ultimate Fighting Championship (UFC) afin de remplacer au pied levé Tomasz Drwal. Il rencontre alors André Gusmão lors de l'UFC 87, le 9 août 2008.
Il inflige à son adversaire plusieurs amenées au sol ainsi qu'une palette de coups inhabituels pour obtenir la victoire par décision unanime.
Pour son second combat, Jones affronte le vétéran Stephan Bonnar, de retour à la compétition après avoir été tenu à l'écart toute l'année 2008 par une blessure au genou.
Les deux hommes s'affrontent lors de l'UFC 94, le 31 janvier 2009
et Jones décroche à nouveau une victoire par décision unanime à l'aide de sa lutte et sa technique pieds-poings, notamment un coup de coude retourné qui sonne son adversaire dans la dernière reprise.
Son troisième affrontement se déroule contre un ancien poids lourd, Jake O'Brien, lors de l'UFC 100 du 11 juillet 2009.
Jones résiste bien aux tentatives d'amenées au sol de cet ancien lutteur et réussit dans le deuxième round à envoyer un coup de poing retourné qui touche O'Brien à la tête.
À la suite de ce coup qui fait vaciller son adversaire, il place un étranglement en guillotine modifié, qui oblige O'Brien à abandonner,.
En septembre 2009, ses victoires lui permettent de signer un nouveau contrat de quatre combats avec l'UFC.
Le 5 décembre 2009, Jon Jones affronte Matt Hamill lors des finales de la 10e édition de l'émission The Ultimate Fighter.
Jones domine une nouvelle fois son combat et amène son adversaire sur le dos au milieu de la première reprise. Il passe ensuite rapidement en position montée pour envoyer de nombreux coups dont Hamill a du mal à se défendre.
Jones envoie cependant des coups de coude descendants, suivant une trajectoire « 12
h-6h », interdits par les règles unifiées des MMA et le match est alors arrêté pour lui déduire un point. Blessé à l'épaule, Hamill ne peut reprendre le combat et Jones est finalement disqualifié pour la première défaite de sa carrière.
Le 21 mars 2010, Jon Jones et Brandon Vera prennent la tête d'affiche de l'UFC on Versus 1, premier événement de l'organisation diffusé sur la chaine câblée américaine Versus.
Jones domine les débats dès l'entame de match. Il amène son adversaire au sol et travaille en ground and pound avant que le match soit mis en pause pour déduire un point à son adversaire pour un coup de pied montant non autorisé. À la reprise du combat, le jeune Américain envoie un puissant coup de coude au visage de Vera, toujours dos au sol, pour remporter la victoire par TKO.
Ce mouvement est alors récompensé par le bonus du KO de la soirée.
Jones revient face à Vladimir Matyushenko, ancien champion des poids mi-lourds de l'International Fight League, en vedette de l'UFC on Versus 2 le 1er août 2010.
Cette fois encore, il amène son adversaire au sol et utilise ses coups de coude pour en venir à bout par TKO dans la première reprise.
Après ce succès face à un compétiteur expérimenté, le président de l'UFC, Dana White, annonce désormais considérer Jones comme un des huit meilleurs combattants de la division des poids mi-lourds.
Son prochain adversaire est alors supposé être le vainqueur de l'affrontement entre Antônio Rogério Nogueira et Ryan Bader, lui aussi jeune invaincu prometteur de la division.
Fin octobre, le combat opposant Jones à Bader (vainqueur de Nogueira) est effectivement confirmé pour l'UFC 126 du 5 février 2011.
Jones domine Bader dès le premier round, le contrôlant au sol, et finit par le soumettre avec un étranglement en guillotine dans le second.
Il décroche alors le bonus pour la soumission de la soirée.
À la fin du combat, le présentateur Joe Rogan l'informe qu'il vient d'être choisi pour remplacer l'ancien champion Rashad Evans (blessé au genou), son ami et partenaire d'entraînement chez Greg Jackson, afin de combattre pour le titre de champion des poids mi-lourds de l'UFC détenu par Maurício Rua. Si cette annonce surprend un peu l'intéressé et les spectateurs, le combat est bientôt confirmé pour l'UFC 128. Dana White rajoutera plus tard que Rashad Evans est toujours l'aspirant numéro 1 et qu'il devra affronter le champion, quel qu'il soit à son retour. Ce choix a pour conséquence le départ d'Evans de chez Jackson et la création de la nouvelle équipe Blackzilians.

#### Champion des poids mi-lourds de l'UFC
Comme prévu, Jones rencontre Rua le 19 mars 2011, en combat principal de l'UFC 128.
Le jeune combattant prend le dessus sur le champion avec ses techniques pieds-poings agressive à l'image d'un coup de genou sauté à l'entame de match qui affecte Rua, et de bons contrôles au sol. Dans le troisième round, Rua est surpassé par les coups de genou et de poing de son adversaire et l'arbitre finit par interrompre le match déclarant Jon Jones vainqueur par TKO.
Avec cette victoire impressionnante sur un combattant reconnu, il devient le nouveau champion des poids mi-lourds de l'UFC et à 23 ans et 8 mois. Il est par la même occasion le plus jeune combattant à décrocher un titre dans l'organisation américaine.
Le combat entre Jones et Evans est alors programmée pour l'UFC 133 du 6 août 2011. Mais une blessure à la main écarte le champion du rendez-vous. Il est d'abord prévu que la blessure à la main de Jones soit traitée avec une intervention chirurgicale. Toutefois, après consultation des médecins, il opte pour de la kinésithérapie et du repos. Cette convalescence aurait dû l’éloigner de la compétition jusqu'à fin 2011, mais il peut finalement défendre son titre plus tôt que prévu. Rashad Evans ayant entre-temps remporté une victoire face à Tito Ortiz et n'étant plus disponible, Jones affronte alors Quinton Jackson, lui aussi ancien champion des poids mi-lourds de la promotion et combattant phare du Pride FC, en vedette de l'UFC 135, le 24 septembre 2011.
Jones profite de son avantage d'allonge pour dominer les échanges debout. Dans la quatrième reprise, il amène Jackson au sol pour rapidement prendre son dos et le soumettre par étranglement arrière.
En octobre 2011, la rumeur veut que Jones et Evans s'affrontent en tête d'affiche de l'UFC 140, le 10 décembre suivant.
Une nouvelle blessure d'Evans offre finalement cette chance à Lyoto Machida, un autre ancien champion des poids mi-lourds de l'UFC.
Pour la première fois, Jones semble moins à l'aise face à ce combattant efficace en contre-attaque. Mais malgré quelques bonnes touches dans la première reprise, Machida ne parvient pas à s'imposer. Dans le deuxième round, le Brésilien se retrouve à terre et subit plusieurs coups de coude qui lui infligent une coupure sur le front. Revenu debout, le médecin doit examiner la blessure pour autoriser le combat à continuer.
Après la reprise, Jones sonne le Brésilien avec un coup de poing du gauche et le prend alors dans un étranglement en guillotine debout que Machida ne peut défendre. Jones relâche son adversaire inconscient par ordre de l'arbitre et remporte le match par soumission technique. Il s'agit alors de la première défaite par soumission pour Machida. Les deux combattants sont gratifiés du bonus de Combat de la soirée.
Après deux contretemps, l'opposition entre Jones et Evans est reprogrammée, en tête d'affiche de l'UFC 145.
Leurs querelles publiques s'intensifient à l'approche de l'échéance et les deux athlètes s'affrontent enfin le 21 avril 2012, à Atlanta. Jones cherche à contrôler le combat, en profitant notamment de son allonge et réussit à contenir son adversaire tout en envoyant plus de coups significatifs. Il remporte logiquement la victoire par décision unanime (49-46, 49-46, 50-45).

#### Le fiasco de l'UFC 151
Le vétéran des MMA et ancien champion au sein des organisations Pride FC et Strikeforce, Dan Henderson, alors sur une série de quatre victoires consécutives, est prévu comme le prochain adversaire de Jon Jones. Le combat doit alors se dérouler en tête d'affiche de l'UFC 151 du 1er septembre 2012.
Cependant, une semaine avant l'échéance, Henderson se retire du combat à cause d'une blessure au genou. L'organisation propose alors à Lyoto Machida de le remplacer pour l'UFC 152 du 22 septembre à Toronto, mais il décline l'offre pour un trop court délai de préparation. Chael Sonnen, évoluant pourtant chez les poids moyens, est aussi approché par l'UFC et accepte l'affrontement. C'est toutefois Jones et son entraineur Greg Jackson qui refusent alors le combat. La soirée UFC 151 est alors annulée (une première dans l'histoire de l'organisation) et le président Dana White blâme le camp du champion des poids mi-lourds.
C'est finalement un autre ancien champion de la division, Vitor Belfort, qui relève le défie et accepte le combat avec moins d'un mois de préparation. Dans de telles conditions, le Brésilien évoluant chez les poids moyen depuis 2008 est largement donné perdant.
Contre toute attente, Belfort est à deux doigts de créer la sensation. Amené sur le dos dans le premier round, il réussit à placer une clé de bras depuis la garde dont Jones a énormément de mal à se sortir. Néanmoins, après s'être échappé de la prise, Jones domine le reste du combat et s'impose dans le quatrième round par soumission (kimura).
Le bonus de la Soumission de la soirée lui est accordé pour cette victoire.
Jones sort de cet affrontement blessé, souffrant d'une distorsion des ligaments du coude, provoquée par la prise de Belfort, et est écarté de la compétition pour quelques mois.
Quelques semaines plus tard, Jon Jones et Chael Sonnen sont désignés comme entraîneurs de la 17e saison de la série The Ultimate Fighter
Malgré le choix surprenant de Sonnen, considéré comme un adversaire ne présentant que peu d'intérêt par le champion lui-même et par de nombreux observateurs,
la confrontation est programmée en tête d'affiche de l'UFC 159.
Le 27 avril 2013, à Newark dans le New Jersey, Jon Jones domine logiquement le combat. Il amène son adversaire au sol à plusieurs reprises et travaille en ground and pound pour l'emporter par TKO à la fin du premier round.
Il subit néanmoins une sérieuse fracture du gros orteil au pied gauche.
Avec cinq défenses victorieuses du titre de champion des poids mi-lourds de l'UFC, il égale ainsi le record de Tito Ortiz.

#### Combat contre Alexander Gustafsson
Le 21 septembre 2013, Jon Jones défend son titre face au Suédois Alexander Gustafsson en combat principal de l'UFC 165.
Pour la première fois de sa carrière, Jones est réellement inquiété au cours de ce match engagé. Mais jugé vainqueur d'au moins trois des cinq reprises par les juges, il l'emporte par décision unanime au terme du temps règlementaire (48-47, 48-47, 49-46).
Dans le premier round, le Suédois au gabarit similaire à celui de Jones ouvre une coupure sous son œil gauche. Gustafsson déjoue quelques tentatives d'amenées au sol du champion et parvient même à lui infliger ce mouvement, pour la première fois dans la carrière du champion. Le Suédois le touche également lors de phases de boxe, à plusieurs reprises. Toutefois, le jeune Américain inflige de puissants coups de poing, coude et genou qui marquent significativement Gustafsson.
Avec cette sixième défense consécutive de la ceinture, Jon Jones devient le combattant mi-lourd le plus titré de l'organisation et sa série de 10 victoires signe la 4e performance de l'histoire de l'UFC.
Les deux hommes remportent le bonus du Combat de la soirée et il est question d'une revanche immédiate.
Jones déclare plus tard que ce combat était le plus dur de sa carrière.
Lors de la conférence de presse suivant l'UFC Fight Night 28, c'est cependant Glover Teixeira qui est annoncé comme prochain prétendant au titre.
Le combat est prévu pour l'UFC 169, mais vite repoussé à l'UFC 170, puis à l'UFC 171 après le forfait de Jones,
et finalement à l'UFC 172.
Le match a donc lieu le 26 avril 2014, à Baltimore où Jones est encore largement donné favori par les bookmakers.
Si le match n'est pas aussi simple que prévu, Jones contrôle tout de même son adversaire en pieds-poings et au clinch pour remporter la victoire par décision unanime (50-45, 50-45, 50-45) et conserver sa ceinture.

Il partage ainsi avec Royce Gracie la 3e plus longue série d'invincibilité grâce à ses 11 victoires consécutives, soit la plus longue de l'histoire de sa division.
Il se place aussi à la 3e place au nombre de victoires chez les poids mi-lourds. Il bat également un autre record en devenant le poids mi-lourd ayant mis le plus de coups (824) de l'histoire de l'UFC.
Début juin, une nouvelle confrontation face à Alexander Gustafsson est d'abord programmé comme le combat suivant de Jones lors de l'UFC 178 du 27 septembre 2014.
Mais le Suédois se blesse au genou et l'occasion de ravir le titre est alors donnée à l'ancien lutteur olympique Daniel Cormier fin juillet.
En août, c'est au tour du champion de déclarer forfait à cause d'une blessure à la jambe et le match est alors reporté à l'UFC 182 du 3 janvier 2015.
Après s'être provoqués sur les plateaux de télévision et les réseaux sociaux, allant même jusqu'à échanger des coups lors d'une conférence de presse, les deux hommes se rencontrent en tête d'affiche de la soirée. Malgré la différence de gabarit (15 cm séparent les deux hommes), les trois premiers rounds du combat sont équilibrés, avant que Jones ne prenne l'ascendant à partir de la quatrième reprise et remporte l’affrontement par décision unanime.
Le match est gratifié du bonus du Combat de la soirée,.
Le champion inflige alors à Daniel Cormier la première défaite de sa carrière en MMA.
Il améliore aussi ses précédents records étant désormais à 15 victoires dans la division et à 8 défenses de titre. Avec désormais 12 victoires de suite, il rejoint George St-Pierre pour la seconde plus longues série de victoires consécutives de l'histoire de l'UFC (derrière les 16 d'Anderson Silva).

#### Destitution du titre de champion, suspension et retour
Moins de trois semaines plus tard, l'UFC annonce le prochain combat du champion, face à Anthony Johnson, pour le mois de mai.
Le combat est d'ailleurs mis en avant lors d'une grande conférence de presse organisée un mois plus tard. Les deux hommes s'y payent la tête du président de l'UFC Dana White en simulant une nouvelle bagarre, parodiant la précédente entre Jones et Cormier.
Mais le 28 avril 2015, trois semaines avant l'affrontement prévu pour l'UFC 187, Jones est impliqué dans un délit de fuite après un accident routier. Il est alors retiré du combat, destitué de son titre et suspendu indéfiniment par l'UFC. Daniel Cormier le remplace face à Johnson pour un affrontement qui doit désigner le nouveau champion de la division.
Après avoir plaidé coupable en septembre, Jon Jones est réintégré comme combattant de l'UFC fin octobre 2015.
Dès le mois de février, un combat face au nouveau champion de la catégorie, Daniel Cormier, est programmé pour l'UFC 197 du 23 avril 2016.
Cependant, trois semaines avant le combat, Cormier se retire du combat pour blessure.
Il est alors remplacé par Ovince St-Preux dans un affrontement mettant en jeu le titre intérimaire de la division.
Pour son retour après plus de quinze mois d'absence, l'ancien champion domine les cinq reprises pour remporter le combat par décision unanime (50-44, 50-45, 50-45).
Avec cette 16e victoire dans la division, il égale le record détenu jusqu'ici par Chuck Liddell.
L'UFC 200 du 9 juillet 2016 est annoncé comme un événement important dans l'histoire de l'organisation. Mais au cours du mois d'avril, la promotion entre en conflit avec le champion des poids plumes, Conor McGregor, prévu en tête d'affiche du gala. C'est alors un nouvel affrontement entre Jones et Cormier qui est mis en place comme combat principal de la soirée.

#### Suspension pour dopage
Seulement trois jours avant l'UFC 200, Jones est à son tour retiré du programme pour une possible violation des règles de l'Agence américaine antidopage (USADA).
L'échantillon A d'un test sanguin effectué le 16 juin laisse en effet apparaitre des traces de substances interdites. Jones est immédiatement suspendu temporairement, en attendant les résultats de l'échantillon B. Lors d'une conférence de presse exceptionnelle, l'athlète se défend d'avoir utilisé un quelconque produit prohibé et rejette la faute sur un complément alimentaire.
Le 18 juillet, la commission athlétique du Nevada confirme la présence de deux substances illicites dans l'échantillon B : le clomiphène et le létrozole.
La suspension est alors prolongée jusqu'au début de l'automne, période à laquelle une audience doit se tenir afin de décider de la sanction à appliquer. Le 7 novembre, Jones écope de douze mois de suspension.
La ceinture intérimaire lui est aussi destituée deux jours plus tard.

#### Deuxième suspension pour dopage

Jon Jones après sa victoire (changée en sans décision plus tard) contre Daniel Cormier (2017).

La suspension de Jon Jones prenant fin au début du mois de juillet 2017, l'UFC annonce dès le mois de mai l'organisation d'un combat pour la ceinture à son retour. Les dirigeants officialisent le combat revanche entre Jones et Daniel Cormier pour l'UFC 214 du 29 juillet 2017 à Anaheim en Californie.
La rivalité entre les deux hommes étant toujours présente sur les réseaux sociaux et dans les médias, l'affrontement déjà annulé à deux reprises suscite à nouveau un engouement médiatique conséquent.
Les deux premiers rounds sont plutôt équilibrés : deux des trois juges donnent un round à l'un et l'autre des combattants.
Au milieu de la troisième reprise, Jones atteint son adversaire d'un coup de pied à la tête, sonnant clairement le champion qui recule en vacillant afin de se protéger. Déséquilibré, Cormier tombe contre le grillage et Jones n'a besoin que de quelques coups supplémentaire avant que l'arbitre n'arrête le combat.
En remportant le match par KO technique, Jon Jones redevient alors champion des poids mi-lourds de l'UFC et remporte un bonus de Performance de la soirée.
Il devient par la même occasion le dixième combattant à remporter au moins deux titres de champion de l'UFC.
Cependant, un mois après l'événement, l'Agence américaine antidopage annonce avoir découvert des traces de stéroïdes dans un échantillon de sang prélevé la veille du combat, juste après la pesée officielle.
Selon le protocole habituel, les prélèvements d'échantillons de sang se font par couple. Mi-septembre, le second échantillon est lui aussi testé positif à la même substance et la Commission athlétique de Californie décide de modifier le résultat du match en sans décision. L'UFC destitue donc à nouveau Jones du titre et la ceinture revient de fait à Daniel Cormier. L'audience délivrant sa future suspension se déroulera au mois d'octobre 2017.

#### Deuxième règne de champion des poids mi-lourds de l'UFC
Jon Jones bat Alexander Gustafsson  à l'UFC 232 du 29 décembre 2018, pour le titre laissé vacant par Daniel Cormier après que ce dernier ait remporté la ceinture des poids lourds. Après ses défenses victorieuses contre Anthony Smith (en), Thiago Santos (en) puis Dominick Reyes, il devient le combattant avec le plus de victoires (14) dans les combats pour un titre UFC.
Après des désaccords salariaux, et souhaitant se présenter dans la catégorie des poids lourds, il laisse vacant son titre le 15 août 2020.

#### Champion des poids lourds de l'UFC
Après trois années sans compétition et une montée chez les poids lourds repoussée à plusieurs reprises, une rencontre est programmée face au Français Ciryl Gane pour le titre des poids lourds de l'UFC laissé vacant par le Camerounais Francis Ngannou à la suite de son départ de l'organisation américaine,. Pour ce combat, Jon Jones se prépare notamment avec l'expert en lutte et ancien champion de l'UFC, l'Américain Henry Cejudo.
Le 4 mars 2023, à la T-Mobile Arena de Las Vegas, dans le Nevada, l'Américain domine rapidement son adversaire en l'amenant au sol puis en le soumettant par étranglement en guillotine en un peu plus de deux minutes dès le premier round,,. Avec cette victoire lors de l'UFC 286, il décroche le titre de champion des poids lourds de l'UFC. Sa prestation est désignée Performance de la soirée,,.
Le 16 novembre 2024, il affronte l'Américain Stipe Miocic au Madison Square Garden de New York, dans l'État de New York. Il remporte le combat par KO technique lors de la troisième reprise après un coup de pied retourné suivi de plusieurs coups de poing,,. Sa prestation est désignée Performance de la soirée,.

#### Retraite sportive
Le 21 juin 2025, lors de la conférence de presse d'après-combat entre Khalil Rountree, Jr. et Jamahal Hill à Bakou, en Azerbaïdjan, Dana White annonce que Jon Jones se retire de l'UFC et que ce dernier à décider de prendre sa retraite sportive à l'âge de 37 ans,,. Tom Aspinall est par conséquent désigné comme le nouveau champion incontesté des poids lourds,,.

## Entraînement
Jon Jones s'est entraîné avec l'équipe BombSquad de Cortland, dans l'État de New York, puis brièvement avec le Tristar Gym à Montréal, au Canada, et plus récemment avec Jackson's MMA à Albuquerque, au Nouveau-Mexique. Il s'est également entraîné à la musculation pendant sa suspension de l'UFC.

## Style de combat

Jon Jones donnant un coup pied à un punching-ball (2015).

Jon Jones se distingue par sa grande capacité d'adaptation et sa technique sans faille dans la cage. Il est décrit comme « l'un des combattants les plus dynamiques, innovants et en constante évolution de l'histoire du MMA » et « peut-être le plus grand artiste martial à avoir jamais mis les pieds dans un octogone ». Il tire parti de sa grande portée et de sa lutte défensive pour porter des coups dans un style créatif et peu orthodoxe.
Il utilise une technique de coups de pied diversifiée, privilégiant les coups de pied avant au corps et à la tête, les coups de pied circulaires aux jambes et au haut du corps, et sa technique la plus connue, le « coup de pied oblique », un mouvement controversé qui vise le genou de l'adversaire. Le coup de pied oblique est une technique popularisée par Bruce Lee, que Jon Jones a cité comme source d'inspiration.
Jon Jones excelle également dans la mêlée, où il est capable de contrôler les bras de son adversaire et de porter des coups de coude et de genou. Au sol, il a un excellent contrôle de la position et une capacité à trouver des ouvertures pour donner des coups de poing et des coups de coude.

## Vie privée

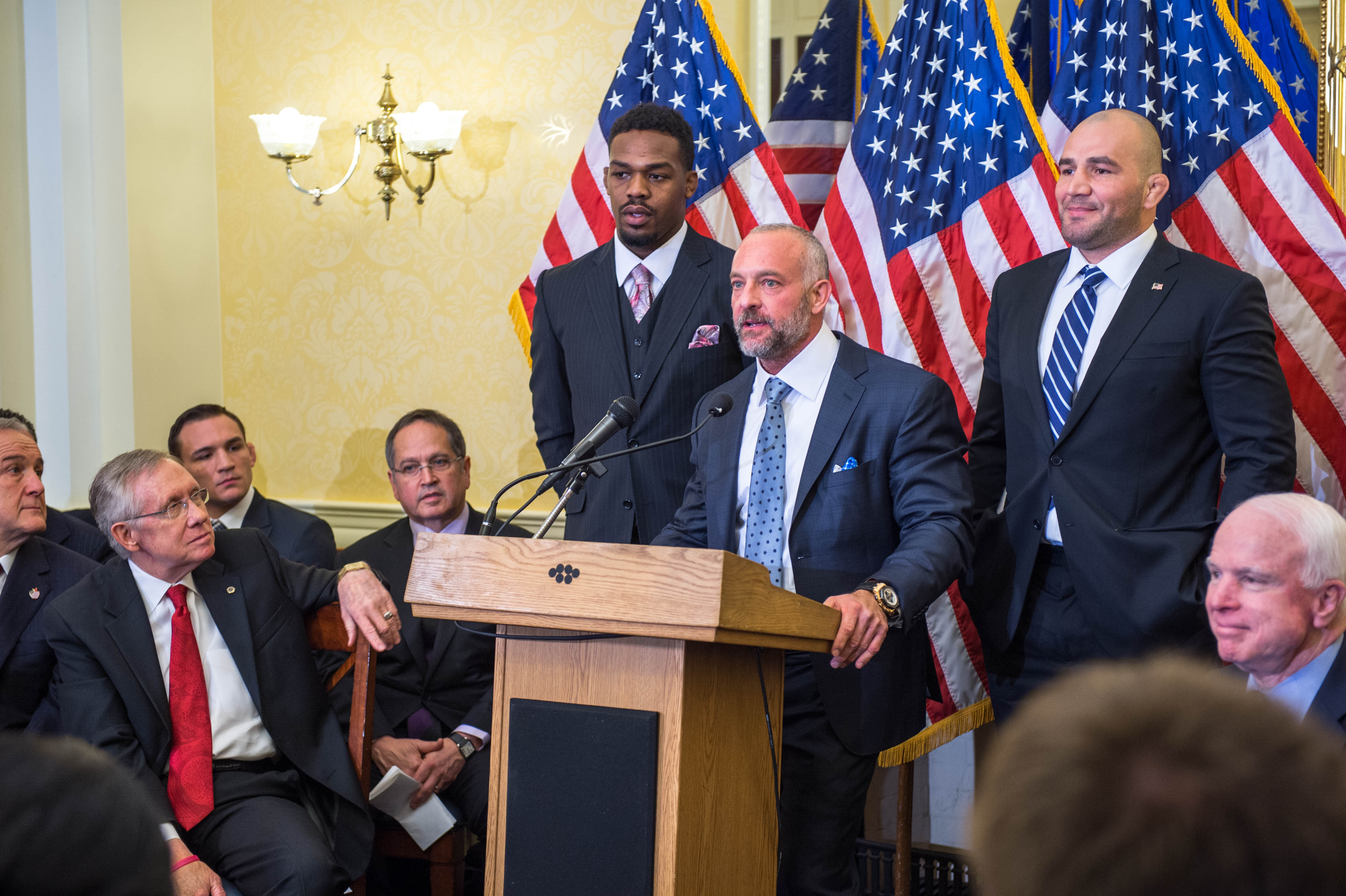
Jon Jones avec Lorenzo Fertitta et Glover Teixeira lors d'un événement au Sénat des États-Unis (2014).

Le 1er décembre 2016, lors d'une interview avec Joe Rogan, Jon Jones déclare qu'il a quatre filles (âgées de 9, 8, 6 et 3 ans).
Le 23 février 2022, il annonce sur Twitter que sa fiancée Jessie l'a quitté environ deux mois auparavant. Les deux se sont depuis réconciliés et Jessie l'accompagne dans la cage après avoir remporté le titre des poids lourds lors l'UFC 285 contre Ciryl Gane. En juin 2024, il annonce qu'il a obtenu la garde de son fils à parts égales, indiquant pour la première fois qu'il avait un fils.
Jon Jones a affirmé qu'il avait été agressé sexuellement dans son enfance.
Le 19 mars 2011, Jon Jones se rend aux Passaic Falls à Paterson, dans le New Jersey, où il a prévu de méditer plusieurs heures avant son combat contre Maurício Rua lors de l'UFC 128. Il est accompagné de ses entraîneurs Mike Winkeljohn et Greg Jackson. Alors que leur chauffeur s'apprête à les déposer, Jon Jones aperçoit un couple de personnes âgées qui appelle à l'aide. La femme informe Mike Winkeljohn qu'un homme a brisé la vitre de sa voiture et s'est enfui avec son GPS. Jon Jones et ses deux entraîneurs poursuivent alors le voleur, l'attrapent, le font trébucher et le maintiennent au sol jusqu'à l'arrivée de la police,.
Le 8 août 2012, Jon Jones devient le premier combattant en arts martiaux mixtes (MMA) à être sponsorisé par Nike à l'échelle internationale. Il est également le premier combattant MMA à avoir sa propre ligne de chaussures, et le premier combattant MMA à représenter Gatorade et MuscleTech dans l'octogone,. Le 16 décembre 2014, il annonce qu'il a signé un contrat de sponsoring avec Reebok. Cependant, le 29 avril 2015, Reebok met fin à son parrainage à la suite de l'implication de Jon Jones dans un incident de délit de fuite. Un jour plus tard, il perd également son parrainage avec MuscleTech.

## Controverses et condamnations

### Mai 2012: conduite en état d'ivresse
Tôt dans la matinée du 19 mai 2012, Jon Jones est victime d'un accident de la route envoyant sa Bentley Continental GT contre un poteau électrique à Binghamton dans l'État de New York.
Aucun autre véhicule n'est impliqué mais il est arrêté quelques heures plus tard pour conduite en état d'ivresse.
Il écope alors d'une amende de 1 000 $, d'une suspension de permis de 6 mois avec anti-démarreur sur chacune de ses voitures et d'un stage de sensibilisation sur les dangers de la route.

### Août 2014: bagarre avec Daniel Cormier
Le 4 août 2014, Jon Jones et Daniel Cormier en viennent aux mains lors d'une conférence de presse destinée à promouvoir leur prochain affrontement.
Le 24 septembre, la commission athlétique du Nevada condamne Jones à 50 000 $ d'amende et à 40 heures de travaux d’intérêt général.

### Décembre 2014: positif à la cocaïne
Le 6 janvier 2015, quelques jours seulement après son dernier combat, la commission athlétique du Nevada révèle qu'un test antidopage inopiné effectué le 4 décembre 2014 est revenu positif à la benzoylecgonine, le métabolite principal de la cocaïne. Jones annonce immédiatement entrer en cure de désintoxication. Bien que le test ait été effectué seulement un mois avant le combat, aucune sanction n'est dans un premier temps imposée au combattant. En effet, le test est considéré « hors compétition », situation dans laquelle cette substance n'est pas répréhensible selon l'Agence mondiale antidopage. Le combattant reçoit d'ailleurs le soutien de l'UFC, mais son image en ressort entachée. Le test révèle également un taux de testostérone anormalement bas, taux qui lui aussi n'est pas répréhensible selon les règlements officiels. Jones ressort de cure seulement 24 heures après y être entré et écope d'une amende de 25 000 $ de la part de l'UFC. Le 20 janvier, il s'exprime pour la première fois sur cette histoire, reconnaissant avoir pris de la cocaïne lors d'une soirée, mais ne pas être un consommateur régulier. Il explique également avoir eu conscience que son test serait positif et qu'il en a immédiatement informé la direction de l'UFC afin de s'excuser par avance des dommages que cela pouvait engendrer.

### Avril 2015: accident de la route à Albuquerque
Le dimanche 26 avril 2015, la police d'Albuquerque annonce être à la recherche du combattant, le suspectant d'être impliqué dans un accident de la route ayant eu lieu très tôt le matin même, d'y avoir blessé une femme enceinte puis d'avoir pris la fuite en courant. Jones a été reconnu par un policier en civil qui a par la suite trouvé à l'intérieur du véhicule abandonné des papiers à son nom ainsi que de la marijuana. Il se rend aux autorités le 28 avril et est relâché 3 heures plus tard contre une caution de 2 500 $.
À la suite de cet incident, il est destitué de son titre de champion des poids mi-lourds de l'UFC, suspendu indéfiniment et perd ses deux principaux sponsors, Reebok et MuscleTech. Selon certains avocats, il risque alors jusqu'à trois ans de prison. En plaidant coupable, Jones écope le 29 septembre 2015, en plaidoyer de marchandage, d'une période de probation sous surveillance de 18 mois et accepte de participer à 72 interventions orales auprès de jeunes. L'UFC réagit à cette condamnation par un communiqué de presse stipulant que la firme souhaite, via son cabinet d'avocat, examiner au préalable l'accord passé entre Jones et les autorités avant de discuter d'un éventuel retour à la compétition. Moins d'un mois plus tard, Jones est réintégré dans l'effectif de l'organisation.

### Février 2016: conduite sans permis, sans assurance et sans immatriculation
Le 8 février 2016, alors que son retour vient d'être annoncé pour le mois d'avril, Jones est arrêté alors qu'il conduit sans permis, sans assurance et sans immatriculation. Si cet incident ne remet pas en cause son retour, il s'ajoute à une nouvelle arrestation à la fin du mois de mars pour excès de vitesse. Jones passe alors deux nuits en garde à vue, ayant violé les termes de sa probation. Il écope de 60 heures de travaux communautaires, d'une obligation de suivre des cours de conduite et une thérapie pour la gestion de la colère. Dans les jours qui suivent, Jones annonce avoir engagé un chauffeur afin d'assurer ses déplacements.

## Palmarès en arts martiaux mixtes

### Palmarès
- Ultimate Fighting Championship
  - Combat de la soirée (× 4) : face à Quinton Jackson, Lyoto Machida, Alexander Gustafsson et Daniel Cormier[152],[43],[60],[72].
  - Performance de la soirée (× 3) : face à Daniel Cormier, Ciryl Gane et Stipe Miocic[153],[102],[108].
  - Soumission de la soirée (× 2) : face à Ryan Bader et Vitor Belfort[52].
  - KO de la soirée (× 1) : face à Brandon Vera.

| 30 combats           | 28 victoires | 1 défaites |
| Par KO               | 11           | 0          |
| Par soumission       | 7            | 0          |
| Sur décision         | 10           | 0          |
| Par disqualification | 0            | 1          |
| Sans décision        | 1            | 1          |

### Historique des combats
| Résultat      | Record   | Adversaire           | Méthode                                                  | Événement                                 | Date              | Round | Temps | Lieu                                   | Notes |
| ------------- | -------- | -------------------- | -------------------------------------------------------- | ----------------------------------------- | ----------------- | ----- | ----- | -------------------------------------- | --- |
| Victoire      | 28-1-(1) | Stipe Miocic         | TKO (coup de pied retourné au corps et coups de poing)   | UFC 309                                   | 16 novembre 2024  | 3     | 4:29  | New York, État de New York, États-Unis | Défend le titre des poids lourds de l'UFC. Performance de la soirée.                                                                                          |
| Victoire      | 27-1-(1) | Ciryl Gane           | Soumission (étranglement en guillotine)                  | UFC 285                                   | 5 mars 2023       | 1     | 2:04  | Las Vegas, Nevada, États-Unis          | Remporte le titre vacant des poids lourds de l'UFC. Performance de la soirée.                                                                                 |
| Victoire      | 26-1-(1) | Dominick Reyes       | Décision unanime                                         | UFC 247                                   | 8 février 2020    | 5     | 5:00  | Houston, Texas, États-Unis             | Défend le titre des poids mi-lourds de l'UFC. |
| Victoire      | 25-1-(1) | Thiago Santos        | Décision partagée                                        | UFC 239                                   | 6 juillet 2019    | 5     | 5:00  | Las Vegas, Nevada, États-Unis          | Défend le titre des poids mi-lourds de l'UFC. |
| Victoire      | 24-1-(1) | Anthony Smith        | Décision unanime                                         | UFC 235                                   | 2 mars 2019       | 5     | 5:00  | Las Vegas, Texas, États-Unis           | Défend le titre des poids mi-lourds de l'UFC. |
| Victoire      | 23-1-(1) | Alexander Gustafsson | TKO (coups de poing)                                     | UFC 232                                   | 29 décembre 2018  | 3     | 2:02  | Inglewood, Californie, États-Unis      | Remporte le titre des poids mi-lourds de l'UFC. |
| Sans décision | 22-1-(1) | Daniel Cormier       | TKO (coups de poing)                                     | UFC 214                                   | 29 juillet 2017   | 3     | 3:01  | Anaheim, Californie, États-Unis        | Initialement gagné par Jon Jones. Changé en Sans Décision à la suite du test antidopage positif de Jon Jones. Destitué du titre des poids mi-lourds de l'UFC. |
| Victoire      | 22-1     | Ovince Saint Preux   | Décision unanime                                         | UFC 197                                   | 23 avril 2016     | 5     | 5:00  | Las Vegas, Nevada, États-Unis          | Remporte le titre intérimaire des poids mi-lourds de l'UFC.                                                                                                   |
| Victoire      | 21-1     | Daniel Cormier       | Décision unanime                                         | UFC 182                                   | 3 janvier 2015    | 5     | 5:00  | Las Vegas, Nevada, États-Unis          | Défend le titre des poids mi-lourds de l'UFC. Combat de la soirée.                                                                                            |
| Victoire      | 20-1     | Glover Teixeira      | Décision unanime                                         | UFC 172                                   | 26 avril 2014     | 5     | 5:00  | Baltimore, Maryland, États-Unis        | Défend le titre des poids mi-lourds de l'UFC. |
| Victoire      | 19-1     | Alexander Gustafsson | Décision unanime                                         | UFC 165                                   | 21 septembre 2013 | 5     | 5:00  | Toronto, Ontario, Canada               | Défend le titre des poids mi-lourds de l'UFC. Combat de la soirée.                                                                                            |
| Victoire      | 18-1     | Chael Sonnen         | TKO (coups de coude et coups de poing)                   | UFC 159                                   | 27 avril 2013     | 1     | 4:33  | Newark, New Jersey, États-Unis         | Défend le titre des poids mi-lourds de l'UFC. |
| Victoire      | 17-1     | Vitor Belfort        | Soumission (americana)                                   | UFC 152                                   | 22 septembre 2012 | 4     | 0:54  | Toronto, Ontario, Canada               | Défend le titre des poids mi-lourds de l'UFC. Soumission de la soirée.                                                                                        |
| Victoire      | 16-1     | Rashad Evans         | Décision unanime                                         | UFC 145                                   | 21 avril 2012     | 5     | 5:00  | Atlanta, Géorgie, États-Unis           | Défend le titre des poids mi-lourds de l'UFC. |
| Victoire      | 15-1     | Lyoto Machida        | Soumission technique (étranglement en guillotine debout) | UFC 140                                   | 10 décembre 2011  | 2     | 4:26  | Toronto, Ontario, Canada               | Défend le titre des poids mi-lourds de l'UFC. Combat de la soirée.                                                                                            |
| Victoire      | 14-1     | Quinton Jackson      | Soumission (étranglement arrière)                        | UFC 135                                   | 24 septembre 2011 | 4     | 1:14  | Denver, Colorado, États-Unis           | Défend le titre des poids mi-lourds de l'UFC. Combat de la soirée.                                                                                            |
| Victoire      | 13-1     | Maurício Rua         | TKO (coups de poing et coups de genou)                   | UFC 128                                   | 19 mars 2011      | 3     | 2:37  | Newark, New Jersey, États-Unis         | Remporte le titre des poids mi-lourds de l'UFC. |
| Victoire      | 12-1     | Ryan Bader           | Soumission (étranglement en guillotine)                  | UFC 126                                   | 5 février 2011    | 2     | 4:20  | Las Vegas, Nevada, États-Unis          | Soumission de la soirée. |
| Victoire      | 11-1     | Vladimir Matyushenko | TKO (coups de coude)                                     | UFC Live: Jones vs. Matyushenko           | 1er août 2010     | 1     | 1:52  | San Diego, Californie, États-Unis      | |
| Victoire      | 10-1     | Brandon Vera         | TKO (coups de coude et coups de poing)                   | UFC Live: Vera vs. Jones                  | 21 mars 2010      | 1     | 3:19  | Broomfield, Colorado, États-Unis       | KO de la soirée. |
| Défaite       | 9-1      | Matt Hamill          | DQ (coups de coude illégaux)                             | The Ultimate Fighter: Heavyweights Finale | 5 décembre 2009   | 1     | 4:14  | Las Vegas, Nevada, États-Unis          | |
| Victoire      | 9-0      | Jake O'Brien         | Soumission (étranglement en guillotine)                  | UFC 100                                   | 11 juillet 2009   | 2     | 2:43  | Las Vegas, Nevada, États-Unis          | |
| Victoire      | 8-0      | Stephan Bonnar       | Décision unanime                                         | UFC 94                                    | 31 janvier 2009   | 3     | 5:00  | Las Vegas, Nevada, États-Unis          | |
| Victoire      | 7-0      | Andre Gusmao         | Décision unanime                                         | UFC 87                                    | 9 août 2008       | 3     | 5:00  | Minneapolis, Minnesota, États-Unis     | |
| Victoire      | 6-0      | Moyses Gabin         | TKO (coups de poing)                                     | Battle Cage Xtreme 5                      | 12 juillet 2008   | 2     | 1:58  | Atlantic City, New Jersey, États-Unis  | Remporte le titre des poids mi-lourds de l'USKBA. |
| Victoire      | 5-0      | Parker Porter        | KO (coup de poing)                                       | World Championship Fighting 3             | 20 juin 2008      | 1     | 0:36  | Wilmington, Massachusetts, États-Unis  | |
| Victoire      | 4-0      | Ryan Verrett         | TKO (coups de poing)                                     | USFL: War in the Woods 3                  | 9 mai 2008        | 1     | 2:58  | Ledyard, Connecticut, États-Unis       | |
| Victoire      | 3-0      | Anthony Pina         | Soumission (étranglement en guillotine)                  | ICE Fighter                               | 25 avril 2008     | 1     | 1:15  | Worcester, Massachusetts, États-Unis   | |
| Victoire      | 2-0      | Carlos Eduardo       | KO (coups de poing)                                      | Battle Cage Xtreme 4                      | 19 avril 2008     | 3     | 0:24  | Atlantic City, New Jersey, États-Unis  | |
| Victoire      | 1-0      | Brad Bernard         | TKO (coups de poing)                                     | Full Force Productions: Untamed 20        | 12 avril 2008     | 1     | 1:32  | Foxborough, Massachusetts, États-Unis  | |